# Lange familie Pijpestang
De Lange familie Pijpestang is een gedicht uit 1951 van Annie M.G. Schmidt dat voorkwam in de bundel Dit is de spin Sebastiaan met allerlei gedichten en verhalen van de schrijfster.

## Samenvatting van het gedicht
De familie Pijpestang is een familie bestaande uit een vader, een moeder en een aantal kinderen. Ook hebben ze een paard. Het bijzondere aan deze familie is hun lengte. Ze zijn namelijk ontzettend lang. Zo is de vader Simon Pijpestang wel zeven meter lang. Ook de moeder en de kinderen zijn lang. Het paard spant de kroon en meet wel twaalf meter. Het einde van het paard is bij mist of nevel bijna niet te zien. Dit geeft soms problemen in het verkeer gezien de lengte van de combinatie paard en wagen.
Alles is aangepast aan hun lengte, hun kleding, hun huis, hun meubels en zelfs de wagen achter het paard is heel erg lang. In het verre zuiden van Zuid-Europa hebben ze een heel lange opa en een lange oma. Ook hebben ze zeven heel lange neven en drie lange nichten. De Lange familie Pijpestang bezoekt hen niet per trein, want daar passen ze niet in, maar met hun eigen paard en wagen omdat ze door hun lengte niet per normaal transportmiddel kunnen reizen.